# Station Rejsby
Station Rejsby is een station in Rejsby   in de gemeente Tønder in het zuiden van Denemarken. Het station wordt bediend door de trein van Esbjerg naar Tønder. Op werkdagen rijdt ieder uur een trein in beide richtingen. Het oorspronkelijke stationsgebouw is niet meer  aanwezig.